# لا رودا
بلدية الرُّتبة أو (نقحرة: لا رودا) (بالإسبانية: La Roda) هي بلدية تقع في مقاطعة البسيط التابعة لمنطقة قشتالة والمنشف وسط إسبانيا.

## الديموغرافيا
بلغ عدد سكان بلدية الرُّتبة 16.414 نسمة عام 2011 (وفقاً للمعهد الوطني الإسباني للإحصاء).
| 13.523 | 13.627 | 14.107 | 14.881 | 15.559 | 16.060 | 16.414 |

## أعلام
- توماس نافارو توماس
- جويرمو جارسيا لوبيز